# セウタ征服

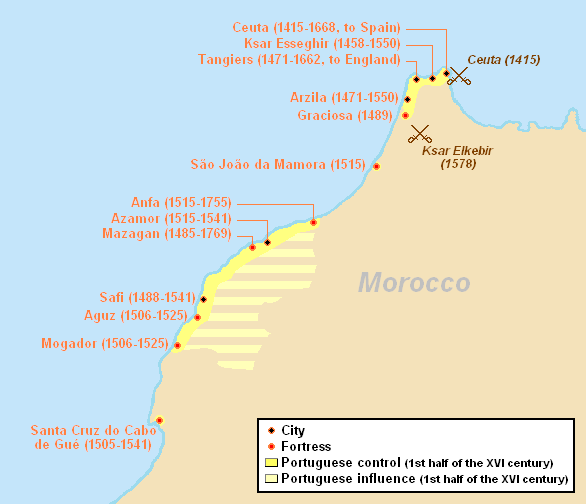
ポルトガルによるモロッコ占領（1415年–1769年）

セウタ征服は、1415年8月21日にポルトガル王国によって行われた。これはアフリカにおけるポルトガル帝国の最初の一歩となった。

## 歴史
アラブ人が東ローマ帝国からこの地域を奪った直後、セウタは711年のウマイヤ朝のヒスパニア征服の出発地となったが、740年に破壊され、再建は9世紀になった。10世紀には後ウマイヤ朝の手に渡った。その後の数世紀、ムラービト朝とムワッヒド朝、そして様々なアンダルシアのタイファの支配下を転々とした。セウタは、ポルトガル人が占領する前の数十年間は、モロッコのマリーン朝とイベリアのグラナダ王国の間で争われる政治的不安定の時期にあった。
セウタ攻撃は、若い貴族たちに富と栄光を勝ち取る機会を与えた。セウタ遠征の主な推進者は、王室の財政監督であるジョアン・アフォンソだった。ジブラルタル海峡に面しているセウタは、アフリカを横断するスーダン金交易の主要な終点の一つだった。また、ポルトガルの最も危険なライバルであるカスティーリャ連合王国を側面から牽制することにも繋がる可能性があった。
ポルトガル王ジョアン1世が率いるポルトガル艦隊は、アルガルヴェのタヴィラ港を出発し、セウタの対岸のプンタ・カルネロ沖に停泊して戦争評議会を開催した。
1415年8月21日の朝、ポルトガル王ジョアン1世は、セウタへの奇襲襲撃のため、息子たちと彼らの集めた部隊を率いて、サン・アマロ海岸に上陸した。ポルトガルの200隻の船で運ばれた45,000人の兵士がセウタの守備隊を油断を突いて攻撃したため、戦闘自体は激しい物ではなかった。日暮れまでに町は占領された。8月22日の朝、セウタはポルトガル人の手中にあった。
若きアルバロ・ヴァズ・デ・アルマダの手によって掲揚されたセウタの旗は今日と同じ物であり、リスボンの旗とほぼ同じデザインだが、中央にポルトガル王国の紋章を置いた物だった。その後、艦隊はアルガルヴェのタヴィラに戻った。
都市からの略奪が行われたが、ジョアン1世の予想よりも収益は少なかった。彼は最終的に、都市を保持し続けるという決定を下した。そうすることで、この地域からさらなる利益を得ようとした。
だが、ジョアン1世の息子、国王ドゥアルテ1世の時代、セウタの植民地はポルトガルの国庫の重荷となっていた。サハラ砂漠を越えるキャラバンはセウタの代わりにタンジールから旅立つようになった。つまりタンジールの町がなければ、セウタの保有には交易上の価値がないことがすぐに判明した。1437年、ドゥアルテの弟であるエンリケ航海王子とフェルナンド聖王子は、兄王にマリーン朝のスルタンに対して戦端を開くように説得した。その結果行われたエンリケに率いられたタンジール攻撃は大失敗に終わった。
現地での交渉の結果として結ばれた休戦協定の中で、エンリケはポルトガル軍が無傷で帰還できるようにする見返りとして、セウタをマリーン朝に返還する約束をしていた。フェルナンドはその履行の人質として残り、虜囚の身のまま生涯を閉じることになる。
セウタを領有したことは、間接的にはポルトガルの勢力拡大に繋がった。ポルトガルが勢力を伸ばしたモロッコの沿岸地帯では、穀物、牛、砂糖、繊維、魚、皮、ワックス、蜂蜜などがあった。
セウタは43年間の孤立に耐えた後で、アルカセル・セゲール（1458年）、アシラーとタンジール（1471年）の占領地と統合された。
セウタはアルカソバス条約（1479年）とトルデシリャス条約（1494年）によって、ポルトガルの支配地として認められた。